# アンクライン・ニューヨーク
アンクライン・ニューヨーク（英: Anne Klein New York）は、アメリカ合衆国のファッションデザイナー、アン・クラインが立ち上げたファッションブランド。
アンクライン・デザイナーズ・コレクションに次ぐ位置にあるブリッジ・ラインのブランドである。アンクライン・ニューヨークの下には多少安価な商品を扱うベター・ゾーンのブランド、AK アンクライン、2008年春にリリースされるAK アンクライン・スポーツがある。
クラインは1968年、ウーマンリブ・公民権運動が吹き荒れるニューヨークにて、スポーツウェアセパレートの「ミックス＆マッチ」というコンセプトの提案から、アンクライン・ブランドを立ち上げ、ニューヨークブランドの基盤を創りあげる。
1970年代後半には、サックス・フィフス・アベニューとの取り組みで、コレクションがイメージを壊さずに商品化される環境を作り上げた。これが現在では、ほとんどの百貨店で展開されている”Shop in Shop”（インショップ）のコンセプトとなり引き継がれている。
アン・クラインは、1971年にコティ賞の名誉殿堂に加わる。ニーマン・マーカス賞を2回（1959年・1969年）受賞した唯一のファッション・アーティストでもあり、全米綿花評議会賞(National Cotton Council Award)やマドモワゼル・メリット賞(Mademoiselle Merit Award)の受賞経験もある。
1974年、アン・クラインは、不運にも乳癌で世を去ることになるが、彼女が築きあげたコンセプトは、後継となったダナ・キャランやルイス・デロリオ(Louis Dell’Ollio)、その後のリチャード・タイラー(en:Richard Tyler (designer))、ナルシソ・ロドリゲス、パトリック・ロビンソン(en:Patrick Robinson (fashion designer))、アイザック・フランコ(Isaac Franco)、ケン・コフマン(Ken kaufman)、チャールズ・ノーラン(Charles Nolan)などファッション界をリードするトップデザイナーたちの手によって輝き続けている。
2007年11月20日、ジョーンズ・アパレル・グループ(en:Jones Apparel Group)は、売り上げ比率が好ましくないことから、アンクラインのデザイナーズ・コレクションを廃止し、アンクライン・ニューヨークやAK アンクラインを中心に事業を進めることを発表した。